# Amtsgericht Vlotho

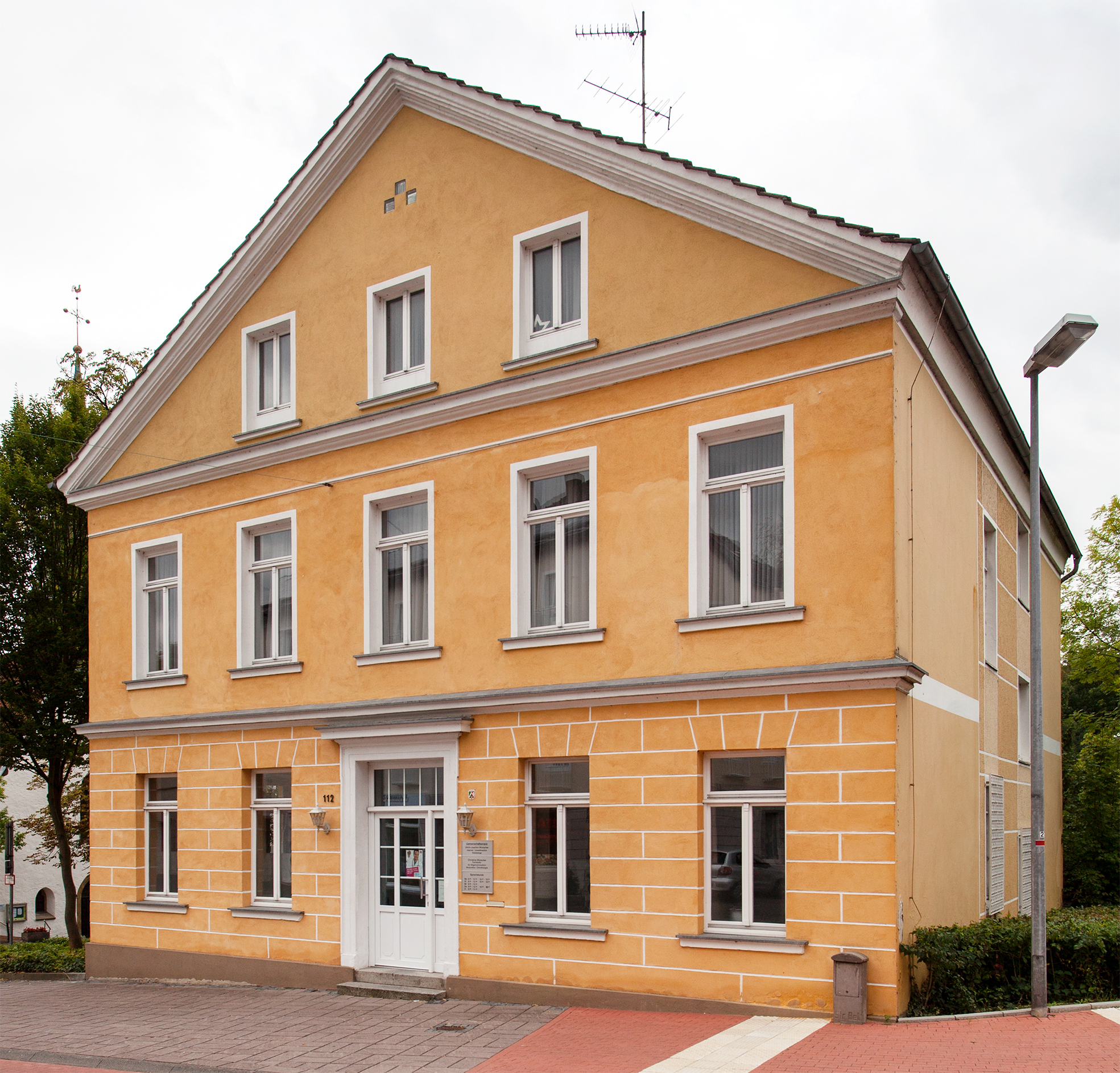
Ehemaliges Gerichtsgebäude
Lange Straße 112

Das Amtsgericht Vlotho war ein Amtsgericht im Bezirk des Landgerichts Bielefeld, das von 1878 bis 1973 bestand. Es war für das Gebiet der heutigen Stadt Vlotho zuständig und hatte seinen Sitz in der Langen Straße 112. Der Gerichtsbezirk das Amtsgerichts Vlotho gehört heute zum Amtsgericht Bad Oeynhausen.

## Geschichte

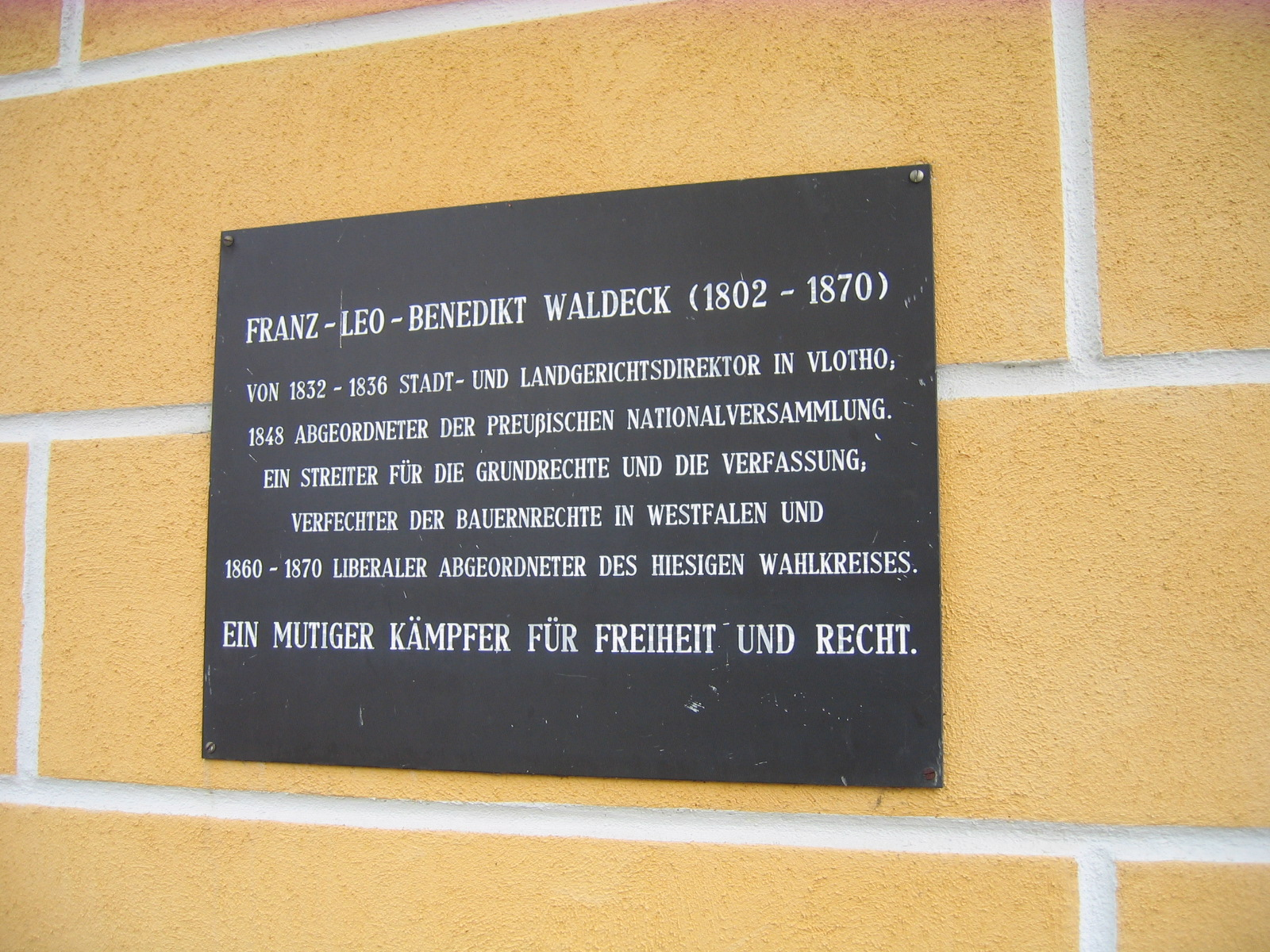
Gedenktafel am ehemaligen Gerichtsgebäude

In Vlotho bestand von 1849 bis 1879 die Gerichtskommission Vlotho des Kreisgerichts Herford.  Im Landgerichtsbezirk Bielefeld wurden aufgrund der königlich preußische Verordnung betreffend die Errichtung von Amtsgerichten vom 26. Juli 1878 neben dem Amtsgericht Vlotho die Amtsgerichte Bielefeld, Bünde, Gütersloh, Halle (Westf.), Herford, Lübbecke, Minden, Bad Oeynhausen, Petershagen, Rahden, Rheda, Rietberg und Wiedenbrück eingerichtet. Diese bestehen mit Ausnahme der Amtsgerichte Petershagen, Rheda, Rietberg und Vlotho bis heute fort. Sein Gerichtsbezirk umfasste aus dem Kreis Herford das Amt Vlotho und aus dem Kreis Minden aus dem Amt Hausberge die Gemeinden Möllbergen, Uffeln und Veltheim. Am Gericht bestand 1880 eine Richterstelle. Das Amtsgericht war damit ein kleines Amtsgericht im Landgerichtsbezirk. Der Jurist und Politiker Benedikt Waldeck war von 1832 bis 1836 Stadt- und Landgerichtsdirektor in Vlotho. Daran erinnert heute eine Gedenktafel am ehemaligen Gerichtsgebäude. Im Zweiten Weltkrieg wurde das Amtsgericht Vlotho zeitweise vom Amtsgericht Bad Oeynhausen mitverwaltet. Mit Ablauf des 31. Dezember 1973 wurde durch das Bielefeld-Gesetz das Amtsgericht Vlotho aufgehoben und sein Bezirk dem Amtsgericht Bad Oeynhausen zugeschlagen. In Vlotho wurde eine Zweigstelle des Amtsgerichts Bad Oeynhausen errichtet. Nach der Erstellung des Erweiterungsbaues des Amtsgerichts Bad Oeynhausen in den Jahren 1973 bis 1975, welcher im Februar 1975 bezogen wurde, wurde die Nebenstelle Vlotho zum 30. Juni 1975 aufgelöst.